# Jakub Kleindienst
Jakub Kleindienst je český manažer a politik, který stál roku 2018 v čele prezidentské volební kampaně Jiřího Drahoše. Od 1. prosince 2018 pracoval jako ředitel odboru vnějších vztahů na České zemědělské univerzitě. Od 1. prosince 2020 na této univerzitě působí jako kvestor.

## Život
Absolvoval střední grafickou školu v Praze a v devadesátých letech se živil podnikáním. V roce 2010 získal titul bakaláře na Vysoké škole finanční a správní. V roce 2002 kandidoval za ODS ve volbách do obecního zastupitelstva v Novém Strašecí a stal se zdejším starostou. V roce 2007 ve funkci skončil a začal pracovat na krajském úřadě Středočeského kraje, kde se záhy stal vedoucím odboru regionálního rozvoje. Poté podle obchodního rejstříku působil od října 2011 rok v dozorčí radě firmy ML Compet. V roce 2014 pracoval jako poradce na ministerstvu kultury, kde se seznámil s Jiřím Drahošem. Ten si ho roku 2017 vybral jako manažera své prezidentské kampaně. I po zveřejnění kontroverzí, se kterými je Jakub Kleindienst spojen, se za něj Jiří Drahoš opakovaně postavil.
Od 1. prosince 2018 pracuje jako ředitel odboru vnějších vztahů na České zemědělské univerzitě.

### Kritika
O osobu Jakuba Kleindiensta začal být ve veřejném prostoru větší zájem v souvislosti s prezidentskou volbou Jiřího Drahoše. V této době se objevila série článků spekulující o něterých etapách jeho života. A Kleindienst díky tomu začal být využíván za účelem kritiky Jiřího Drahoše.
Tyto články upozorňovaly na jeho podnikání, např. na angažmá v kauze Líčkov či ve firmě Firma ML Compet. Podle magazínu Reportér společnost ML Compet, „chystala podivné zakázky pro Davida Ratha“,. Kleindienst tvrdí, že v dozorčí radě firmy působil pouze měsíc a s korupcí neměl nic společného. Spekulovalo se také o jeho roli v několika firmách v insolvenci. Sám se k tomu říká, že je jako krizový manažer „zachraňoval“. Kritika upozorňovala také na to, že byl ředitelem a předsedou společnosti Kopprea-Invest před tím, než v konkurzním řízení zkrachovala. Kleindienst tvrdí, že „pomohl zachránit spoustu bytů“ Kopprea-Invest tím, že vyjednal s bankou odebrání zástavního práva.
Kleindienst označil tyto spekulace za mediální součást boje o prezidentský úřad. a Jiří Drahoš za součást šíření nepravdivých informací.